# Ready for the Victory
Ready For The Victory (Listos para la victoria) es el primer sencillo del undécimo álbum de Modern Talking, Victory. 

## Sencillo
CD-Maxi Hansa 74321 92038 2 (BMG) / EAN 0743219203823	18.02.2002
1. 	Ready For The Victory (Radio Version)		3:31
2. 	Ready For The Victory (Alternative Radio Version)		3:16
3. 	Ready For The Victory (Club Version)		5:12
4. 	Ready For The Victory (Versión extendida)	5:27
5. 	Ready For The Victory (Alternative Radio Version Extended)		5:15
6. 	Ready For The Victory (Instrumental)		3:31
	Extras: Ready For The Victory (Video)
CD-Maxi Versión Rusa 2002
1. 	Ready For The Victory (Radio Version)		3:31
2. 	Ready For The Victory (Alternative Radio Version)		3:16
3. 	Ready For The Victory (Versión extendida)	5:27
4. 	Rouge Et Noir (Album Version)		3:14
5. 	Space Mix (Album Version)		17:14

## Charts
| Chart (2002)  | Máxima posición |
| ------------- | --------------- |
| Alemania      | 7               |
| Austria       | 20              |
| Corea del Sur | 13              |
| España        | 11              |
| Estonia       | 2               |
| Hungría       | 3               |
| Lituania      | 31              |
| Moldavia      | 20              |
| Rusia         | 9               |
| Suiza         | 62              |

- Datos: Q3496341